# Mancomunidad Omaña-Luna
La Mancomunidad Omaña-Luna es una agrupación voluntaria de municipios para la gestión en común de determinados servicios de competencia municipal, creada por varios municipios en la provincia de León, de la comunidad autónoma de Castilla y León, España.

## Municipios integrados
La Mancomunidad Omaña-Luna está formada por los siguientes municipios:
- Carrocera
- Riello
- Rioseco de Tapia
- Santa María de Ordás
- Soto y Amío
- Los Barrios de Luna[4]

## Sede
Sus órganos de gobierno y administración tendrán su sede en el Ayuntamiento que ostente la Presidencia.

## Fines
- Servicio de recogida domiciliaria de basura.
- Servicio de abastecimiento de agua a las localidades.
- Servicio de limpieza de nieve para acceso a los núcleos de población.
- Servicio de desatasco en las redes públicas de saneamiento.[5]

## Estructura orgánica
El gobierno, administración y representación de la Mancomunidad corresponden a los siguientes órganos:
- Asamblea de Concejales.
- Consejo Directivo.
- Presidente.
- Dos Vicepresidentes.